# Buniayu
Buniayu is een bestuurslaag in het regentschap Banyumas van de provincie Midden-Java, Indonesië. Buniayu telt 3134 inwoners (volkstelling 2010).